# سیارک ۱۸۲۰
سیارک 1820(به انگلیسی: 1820 Lohmann، نامگذاری:1949PO) هزار و هشتصد و بیستمین سیارک کشف شده‌است که در ۲ اوت ۱۹۴۹ و در هایدلبرگ کشف شد.
قدر مطلق سیارک برابر ۱۳٫۰۰ است.